# Église Saint-Louis de Marseille
Pour les articles homonymes, voir Saint-Louis et Église Saint-Louis.
L'église Saint-Louis est une église située à Marseille, au cœur du quartier Saint-Louis, au N° 20 chemin de Saint-Louis au Rove dans le 15e arrondissement.

## Historique
Une première église paroissiale datant du XVIIIe siècle est construite dans le quartier Saint-Louis en bordure de l'actuelle Avenue de Saint-Louis. D'une superficie de 480 m2, elle était située à l'emplacement de l'actuelle place Charles Susini et pouvait accueillir 300 fidèles. Après la  Première Guerre mondiale cette capacité s'est avérée insuffisante par suite du développement industriel (savonnerie, raffinage du sucre, minoterie etc.) des quartiers Nords de Marseille. Le nouvel évêque, Mgr Dubourg,consacré en février 1929, constate que les catholiques  pratiquants sont perdus au milieu d'une masse populaire indifférente et veut relancer la pratique religieuse. Pour cela il nomme l'abbé Gabriel Pourtal à la paroisse Saint-Louis et le charge de créer une nouvelle  église de 900 places et de trouver un terrain pouvant accueillir le nouvel édifice. Une paroissienne offre en 1932 un terrain de 1 100 m2 en forme de pentagone irrégulier et cerné à cette époque par des constructions industrielles. 
La construction de l'église est confiée en décembre 1933 à l'architecte Jean-Louis Sourdeau dont le travail n'est pas facilité par ce terrain aux formes irrégulières qui empêchent une édification classique en forme de croix latine. Grâce à un projet ambitieux et atypique, l'architecte arrive à utiliser la quasi-totalité de la parcelle.  
L'église est inaugurée en 1935. Elle est dans sa totalité inscrite au titre des monuments historiques en 1989,.

## Extérieur de l'église

Plan de l'église

Légende du plan : A- Porche sous le tour-clocher B- Narthex C- Ancienne chapelle de la Vierge D- Nef surmontée d'une coupole E- Autel F- Niche-chapelle 
L'église se compose d'une tour-clocher, d'une nef surmontée d'une coupole, d'un narthex et d'une chapelle anciennement dédiée à la Vierge. Cet ensemble a été réalisé en béton armé, technique novatrice pour l'époque, aussi bien pour les structures que pour la décoration extérieure. En effet Carlo Sarrabezolles est l'inventeur d'un procédé permettant une réalisation rapide et à moindre coût d'œuvres monumentales grâce à la taille directe dans le béton frais. Il réalise ainsi l'archange Gabriel de 9 mètres de haut au sommet du clocher et un Christ en croix encadré de part et d'autre par deux anges sur la façade principale. 
L'entrée principale se situe au pied de la tour carré supportant le clocher également carré mais positionné dans un axe à 45° par rapport à celui de la tour. Au dessus de la porte figure un chrisme en béton ajouré placé dans une ouverture circulaire. Au sommet du clocher l'archange Gabriel brandit la couronne d'épines.
La façade principale sur le chemin de Saint-Louis au Rove est la seule à comporter un décor sculpté. Elle se compose de trois panneaux verticaux séparés par de pilastres. Le panneau central, le plus haut, est décoré par un immense Christ en croix réalisé en très haut relief, d'une hauteur de 6,5 m. Sous le crucifix se trouve l'inscription en français et non en latin « L'amour est plus fort que la mort ». Les panneaux latéraux sont décorés dans leur partie haute d'un bas-relief représentant deux anges et dans leur partie basse d'un vitrail en pavés de verre (voir paragraphe les vitraux).
La nef de l'église est recouverte d'une coupole supportée par un tambour circulaire de 21 mètres de diamètre en béton armé.et de 50 cm. d'épaisseur. Dans ce tambour sont pratiquées quarante ouvertures circulaires permettant l'éclairage de la nef. Dans ces ouvertures des rosaces sont décorées par une simple lettre de l'alphabet dont l'ensemble forme le début d'un hymne religieux : « gloria in excelsis deo et in terra pax » (Gloire à Dieu au plus haut des cieux et paix sur la terre).

## Intérieur de l'église

### Les sculptures

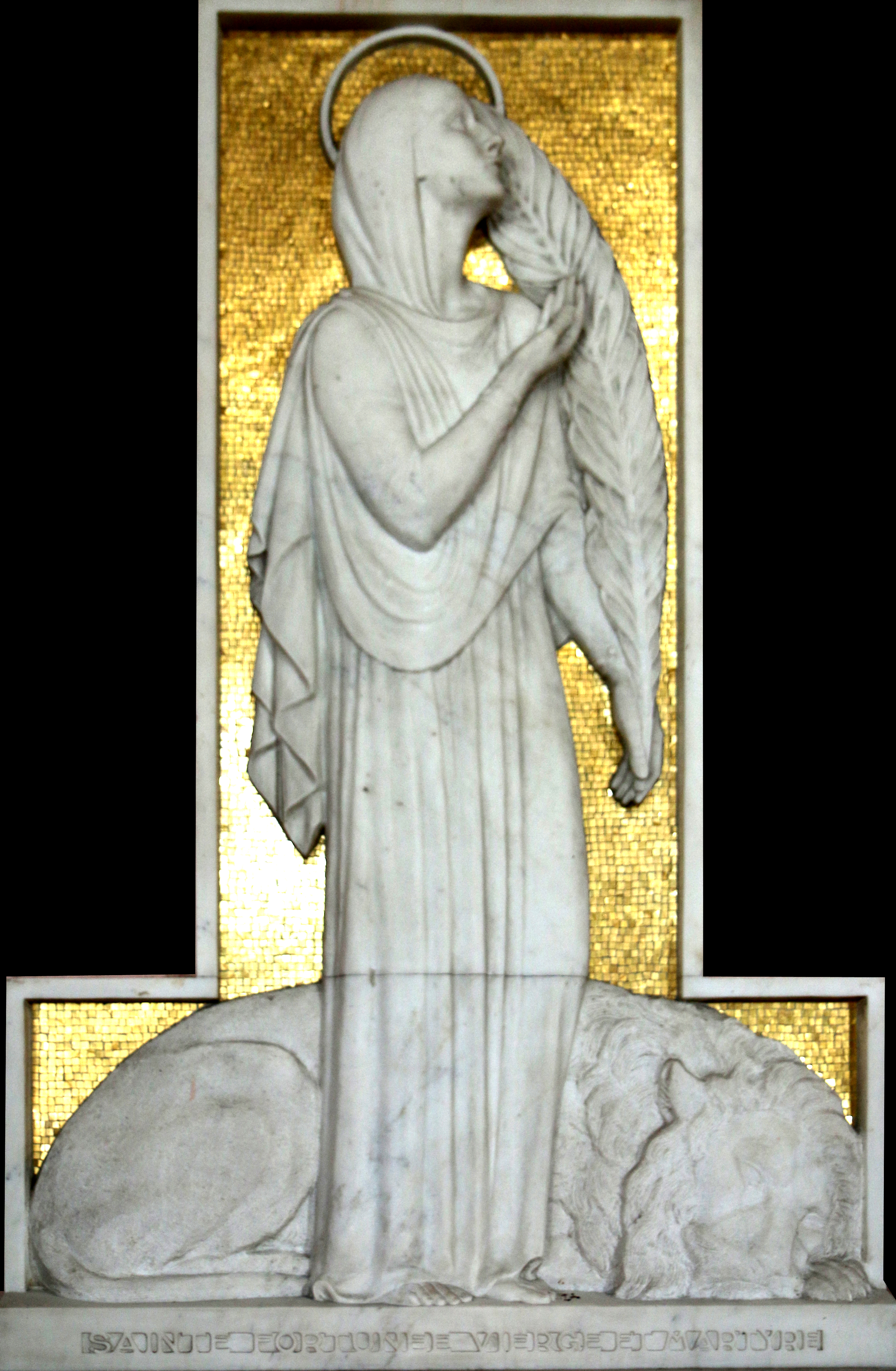
Sainte Fortunée

L'intérieur de l'édifice religieux qui ne devait à l'origine ne comporter aucune statue s'est enrichi de deux sculptures : une Vierge à l'enfant en plâtre dans le narthex et une stèle en marbre blanc représentant sainte Fortunée dans une niche-chapelle de la nef. 
La statue de la Vierge, conçue pour la cérémonie de bénédiction du terrain qui a eu lieu le 15 octobre 1933, a été réalisée par le sculpteur-mouleur François Carli. La stèle, représentant Fortunée tenant la palme des martyres avec à ses pieds un lion endormi, a été réalisée par Louis Botinelly. Le marbre d'un lissage parfait se détache sur un fond mosaïqué d'or.

### Les fresques du chemin de croix
Le chemin de croix de l'église est l'œuvre du peintre Jac Martin-Ferrières, fils d' Henri Martin. L'artiste réalise en un mois et demi une frise de un mètre de hauteur comportant cinq panneaux représentant les traditionnelles quatorze stations du chemin de croix. Il utilise pour cela la technique de la fresque. La répartition des stations est la suivante :
- Panneau 1 : stations I à IV (Jésus est condamné à mort ; Jésus est chargé de sa croix ; Jésus tombe pour la première fois ; Jésus rencontre sa mère
- Panneau 2 : station V (Simon de Cyrène aide Jésus à porter sa croix)
- Panneau 3 : station VI (Sainte Véronique essuie le visage de Jésus)
- Panneau 4 : stations VII à X (Jésus tombe pour la deuxième fois ; Jésus console les filles d'Israël ; Jésus tombe pour la troisième fois ; Jésus est dépouillé de ses vêtements)
- Panneau 5 : stations XI à XIV (Jésus est cloué sur la croix ; Jésus meurt sur la croix ; Jésus est descendu de la croix ; Jésus est mis au tombeau.

Ce chemin de croix a été exposé à plusieurs phénomènes d'altération notamment des infiltration d'eau pluviale, qui ont provoqué de nombreuses dégradations avec soulèvement et décoloration de la couche picturale. Une restauration a pu être effectuée en 2016.

Chemin de croix
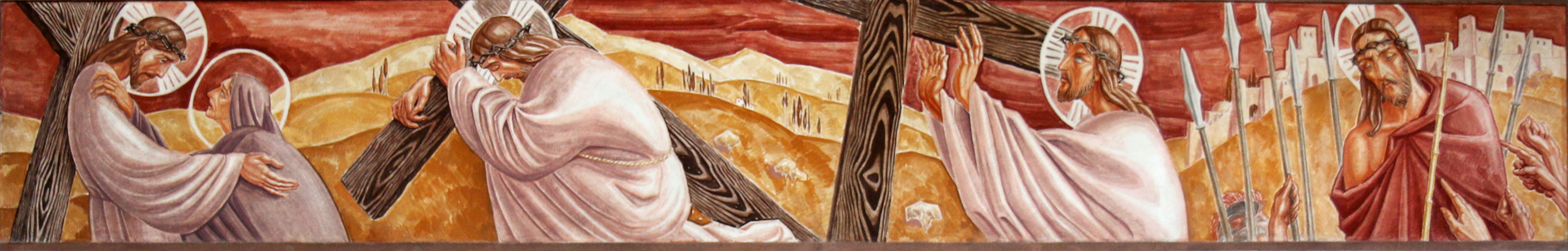
Stations I à IV.
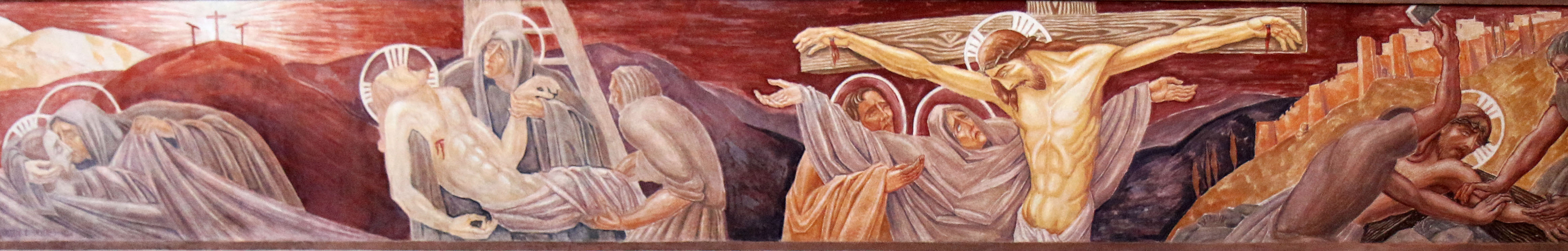
Stations XI à XIV

### Les vitraux
Le narthex abrite six vitraux insérés dans des ouvertures rectangulaires où sont représentés : Martin de Porrès, Jeanne d'Arc sur le bûcher, Vincent de Paul protégeant un enfant, Saint Louis représenté nimbé tenant sur sa poitrine la couronne d'épines, l'archange saint Michel et le bienheureux Antoine Chevrier.
Dans l'église se trouvent également huit verrières consacrées à l'histoire de roi de France Saint-Louis et réalisées en pavés de verre fe formes et de couleurs variées. Cette technique a été inventée en 1929 sous le nom de « mosaïque transparente » par le maître verrier Jean Gaudin qui la met en œuvre pour les rosaces de l'église Notre-Dame de Rocquigny. D'un style épuré, ces verrières sont placées dans deux types d'ouverture : six rosaces de 3 mètres de diamètre et deux panneaux rectangulaire de 2.10 mètres de haut et de 2.80 mètres de large, chaque panneau étant divisé en trois parties égales séparées par des meneaux en béton armé.
Les deux panneaux placés dans la partie basse de l'ancienne Chapelle de la Vierge, représentent :
- une figuration symbolique de la piété des marins avec un bateau à voile et l'inscription « Stella Maris » (étoile des mers).
- une dédicace à la Vierge Marie avec un M surmonté d'une croix et l'inscription « Salve Regina » (Salut Marie).

Les six rosaces sont réparties de la façon suivante :
- une dans l'ancienne chapelle de la Vierge placée juste en dessous de la grande croix de la façade principale, avec l'inscription Sion (Jérusalem) et une représentation des murailles blanches de la ville surmontée d'une croix de Jérusalem.
- trois dans le narthex représentant de gauche à droite :
  - les symboles de la royauté avec un globe surmonté d'une croix, une épée et un sceptre entrecroisés, le tout surmonté d'une couronne ;
  - un bateau surmonté d'une croix avec l'inscription « Tunis », ville où est mort Saint Louis ;
  - la devise des rois de France à savoir : « Montjoie ! Sant Denis ! ».
- Une au-dessus du bas relief de Sainte Fortunée représentant la couronne d'épines
- Une en face de la précédente représentant les bateaux de la croisade.

Rosaces en pavés de verre
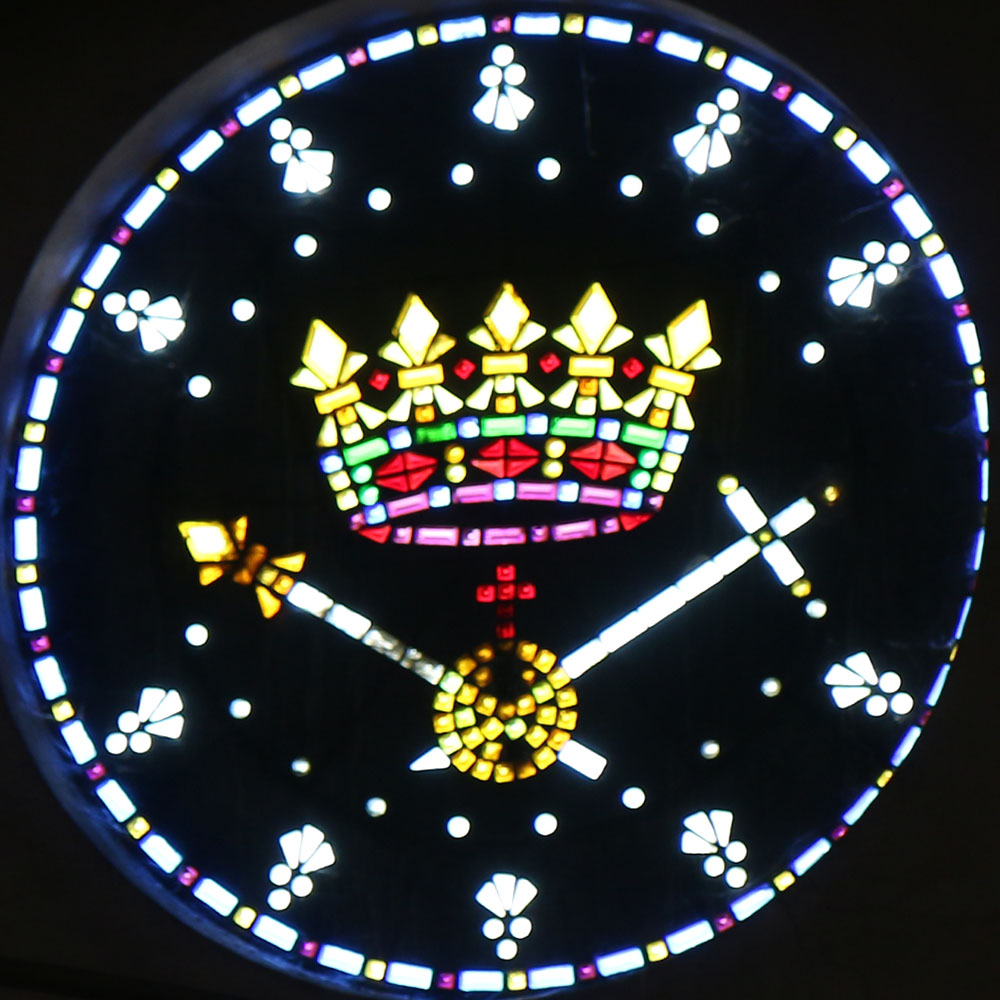
Symbole de la royauté.
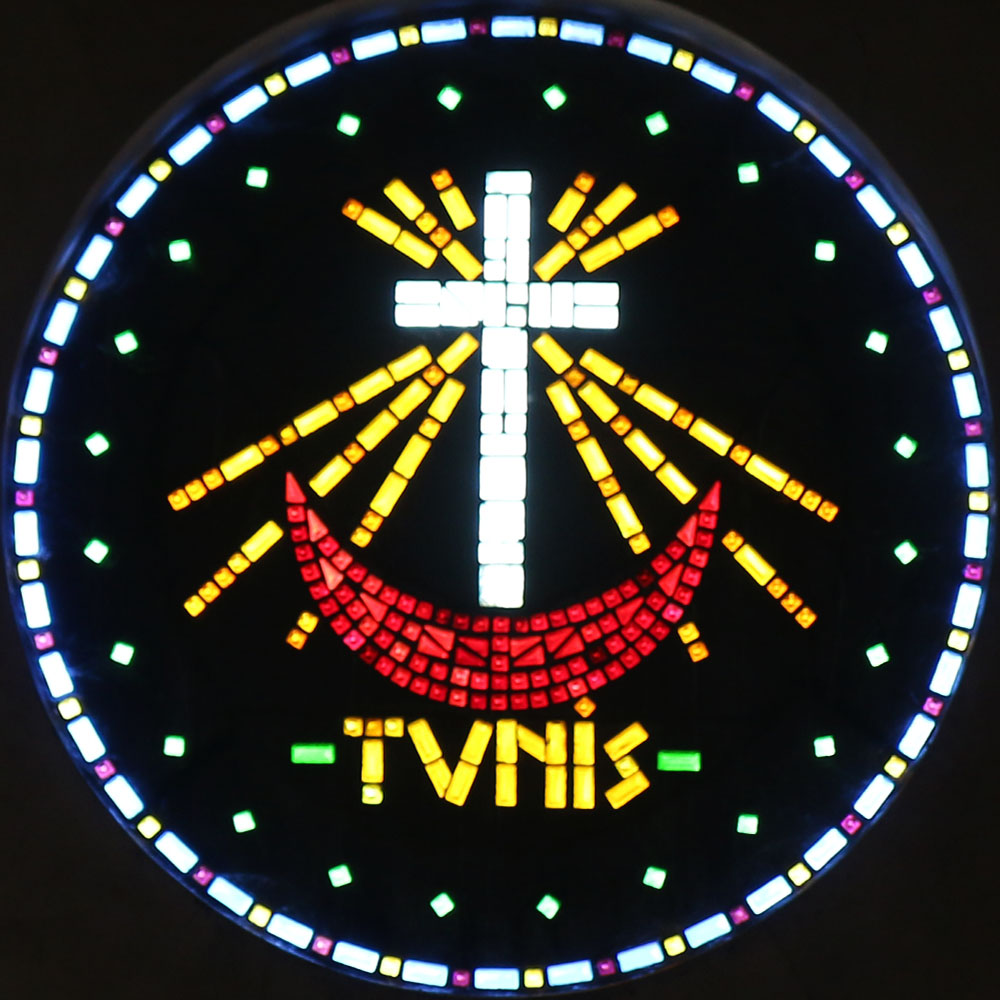
Ville de Tunis
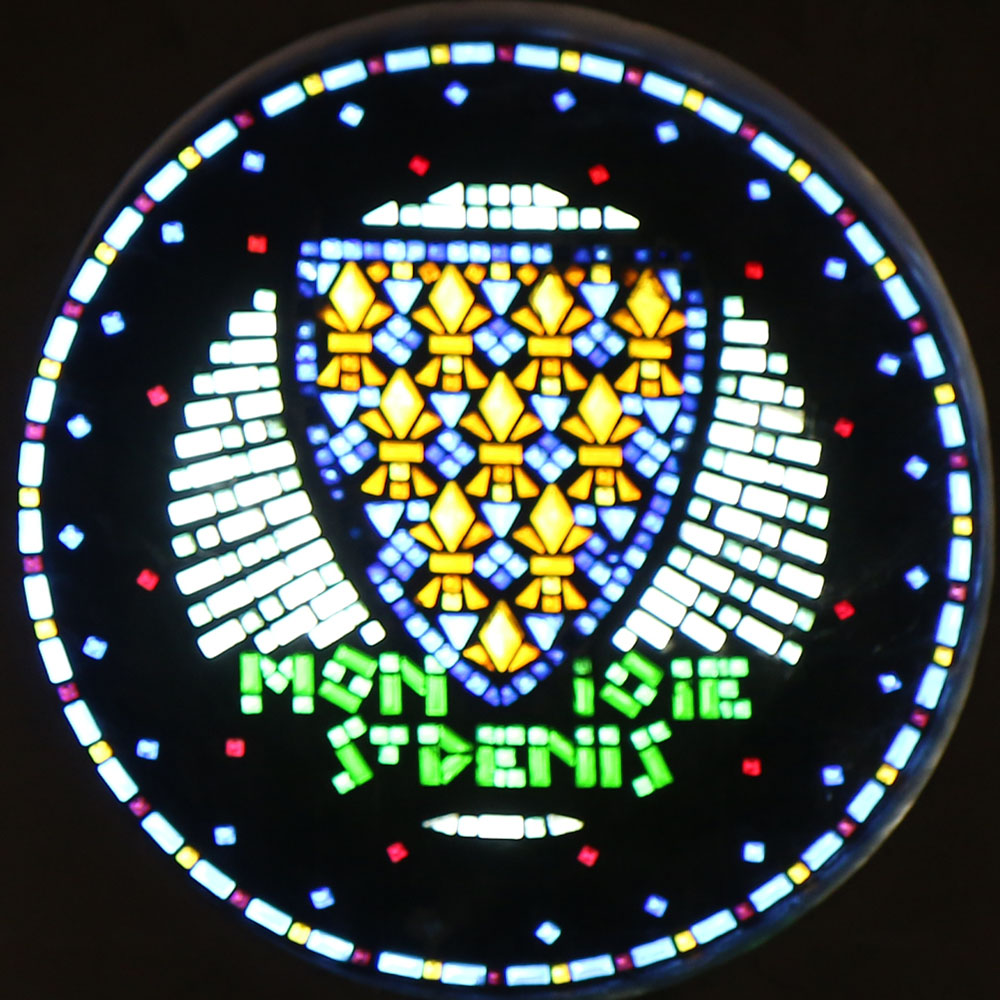
Devise des rois de France.
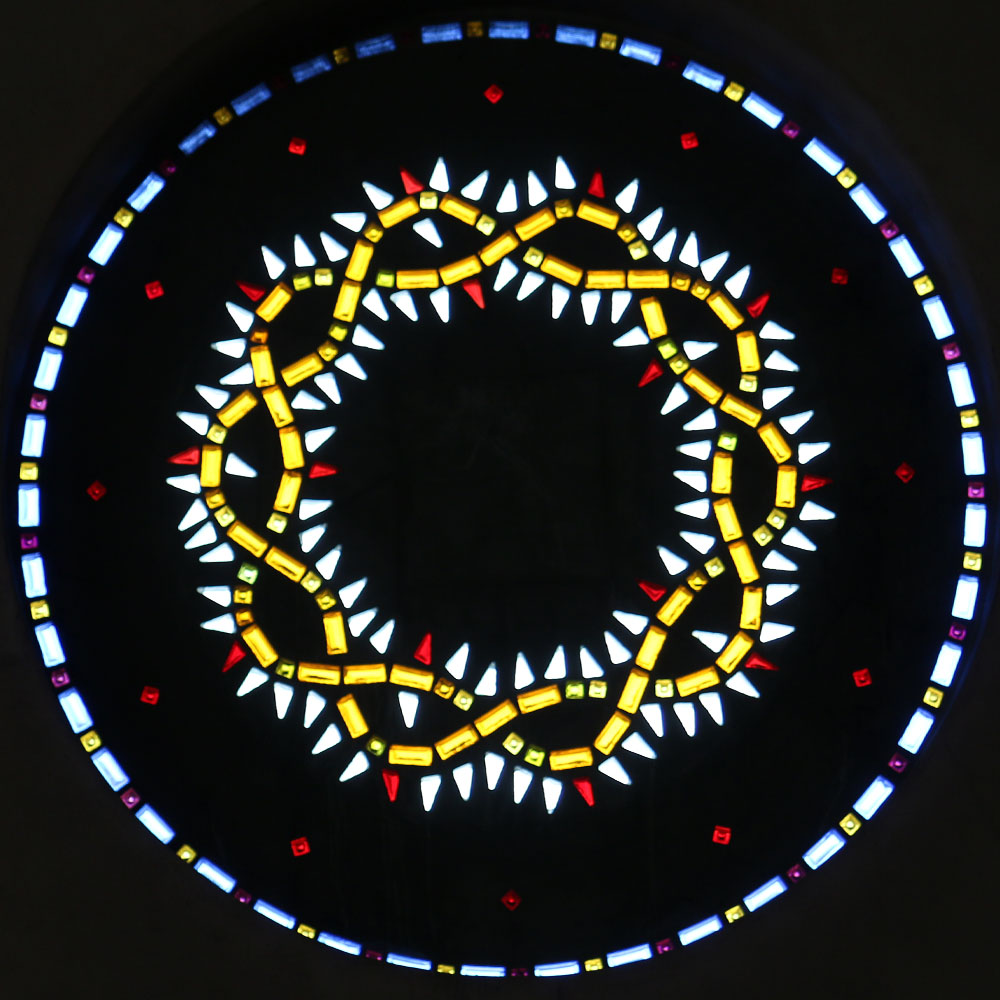
Couronne d'épines
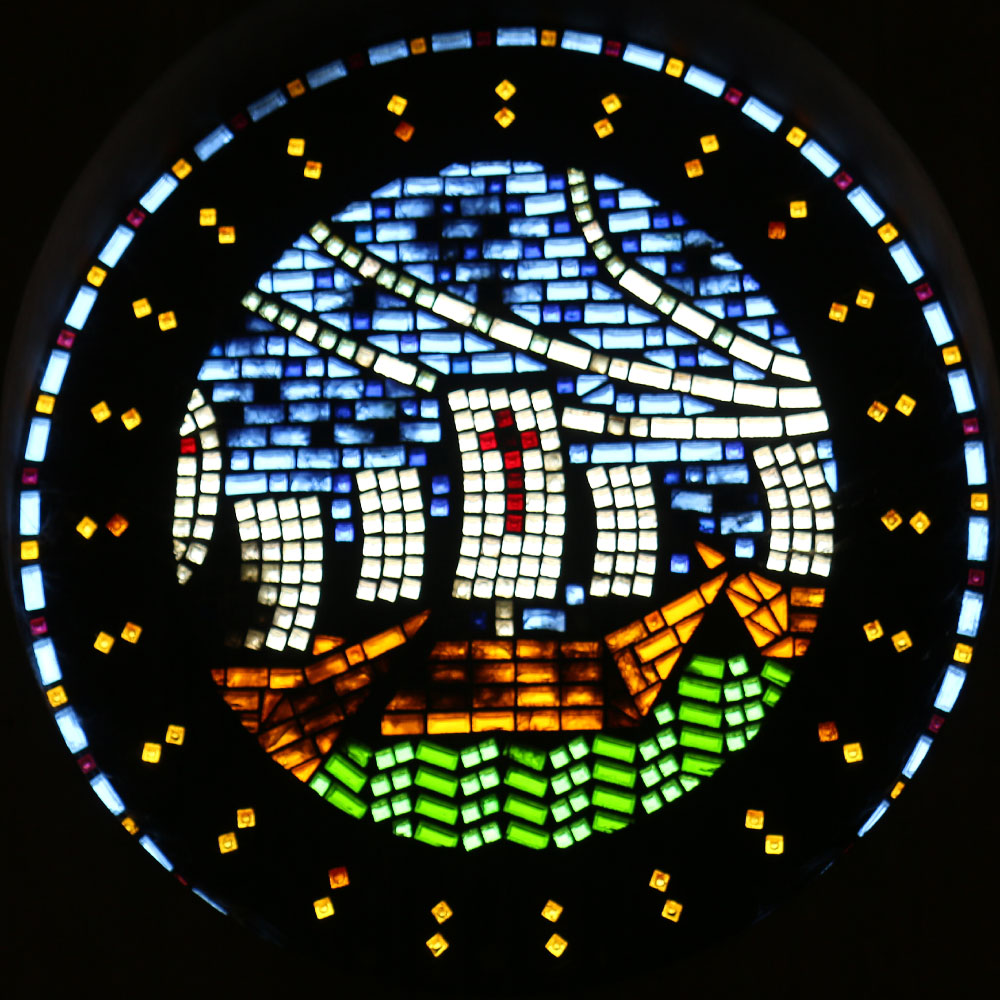
Bateaux des croisades